# Hay Day
Hay Day je besplatna mobilna igra objavljena od Supercella. Radnja igre se održava na farmi. Hay Day je objavljen za IOS 21. lipnja 2012. i na Android 20. studenoga 2013.

## Gameplay
Igračev ujak više ne može čuvati farmu, tako da svu odgovornost predaje igraču. Igra počinje sa strašilom koje objašnjava igraču kako da posadi pšenicu.

## Vanjske poveznice
- SupercellHayDay